# Donnington, West Sussex
Donnington är en ort och en civil parish i Storbritannien.   Den ligger i grevskapet West Sussex och riksdelen England, i den södra delen av landet, 90 km sydväst om huvudstaden London.